# Jan de Baat
Jan Antonij de Baat (Standdaarbuiten, 7 april 1921 – Amsterdam, 4 mei 2010) was een Nederlandse beeldhouwer en edelsmid.

## Leven en werk
Hij was zoon van Maria Cecilia de Vos en Jan Antonij de Baat. Hij was tussen 1947 en 1954 (echtscheiding) getrouwd met Martha van der Veen. In dat laatste jaar hertrouwde hij met Elisabeth Adriana van der Lek. Zoon Wouter de Baat werd eveneens kunstenaar.
De Baat leerde zichzelf na de Tweede Wereldoorlog beeldhouwen, waarbij hij zich liet beïnvloeden door beeldhouwers als Marino Marini, Henry Moore en Ossip Zadkine. De Baat werd eind jaren tachtig hoofddocent beeldhouwen aan de Gerrit Rietveld Academie in Amsterdam.
Hij maakte in opdracht van het gemeentebestuur van de stad Groningen een beeld van het Peerd van Ome Loeks. Het gemeentebestuur was aanvankelijk niet gecharmeerd van het resultaat, maar toch werd het in 1959 geplaatst op het plein voor het Centraal Station en het is sindsdien een beeldbepaler voor Groningen geworden. De Baat heeft zich later gedistantieerd van dit werk, omdat hij het te figuratief vond.
Nationale roem verwierf hij met zijn bevrijdingsmonument Amsterdam dankt zijn Canadezen (1980): de wapperende stalen wimpel oprijzend uit het gazon in de Apollolaan. De Baat heeft zich gespecialiseerd in monumentale kunst, veelal uitgevoerd in roestvast staal of natuursteen. Zijn werk, te typeren als abstract expressionisme, bestaat uit meer dan veertig beelden in de openbare ruimte in Nederland.
De Baat overleed in 2010 op 89-jarige leeftijd.

## Werken (selectie)
- Het Peerd van Ome Loeks (1959), Groningen
- Het paard Pegasus (1960), Emmeloord
- Het paard (1962), Harderwijk
- Boemerang en Windharp (1972), Zwolle
- Pegasus (1979), Castricum
- Amsterdam dankt zijn Canadezen (1980), Apollolaan, Amsterdam
- Ontmoeting (1982) in het Stadswandelpark, Eindhoven
- De Klamper (1984), Reigersbergenweg, Den Haag
- Back to the roots (1988/92) in het Noorder Dierenpark, Emmen
- Herdenkingsmonument (1995), De Lier
- Cypressen (1996) aan de Visarenddreef, Lelystad
- De Vleugel (1998), Banningstraat, Soesterberg
- Signaal (1999) aan het Oosterdiep, Emmer-Compascuum
- Meteoor (2001) bij de oude Knoppersbrug, Meppel
- Regenboog (2002), Wold, Lelystad[2]
- Zweepslag, Culemborg
- Kunstwerk aan de Veldweg, Etten-Leur
- "Snijbloem", Structuurweg, Schijndel (Meierijstad)

## Fotogalerij

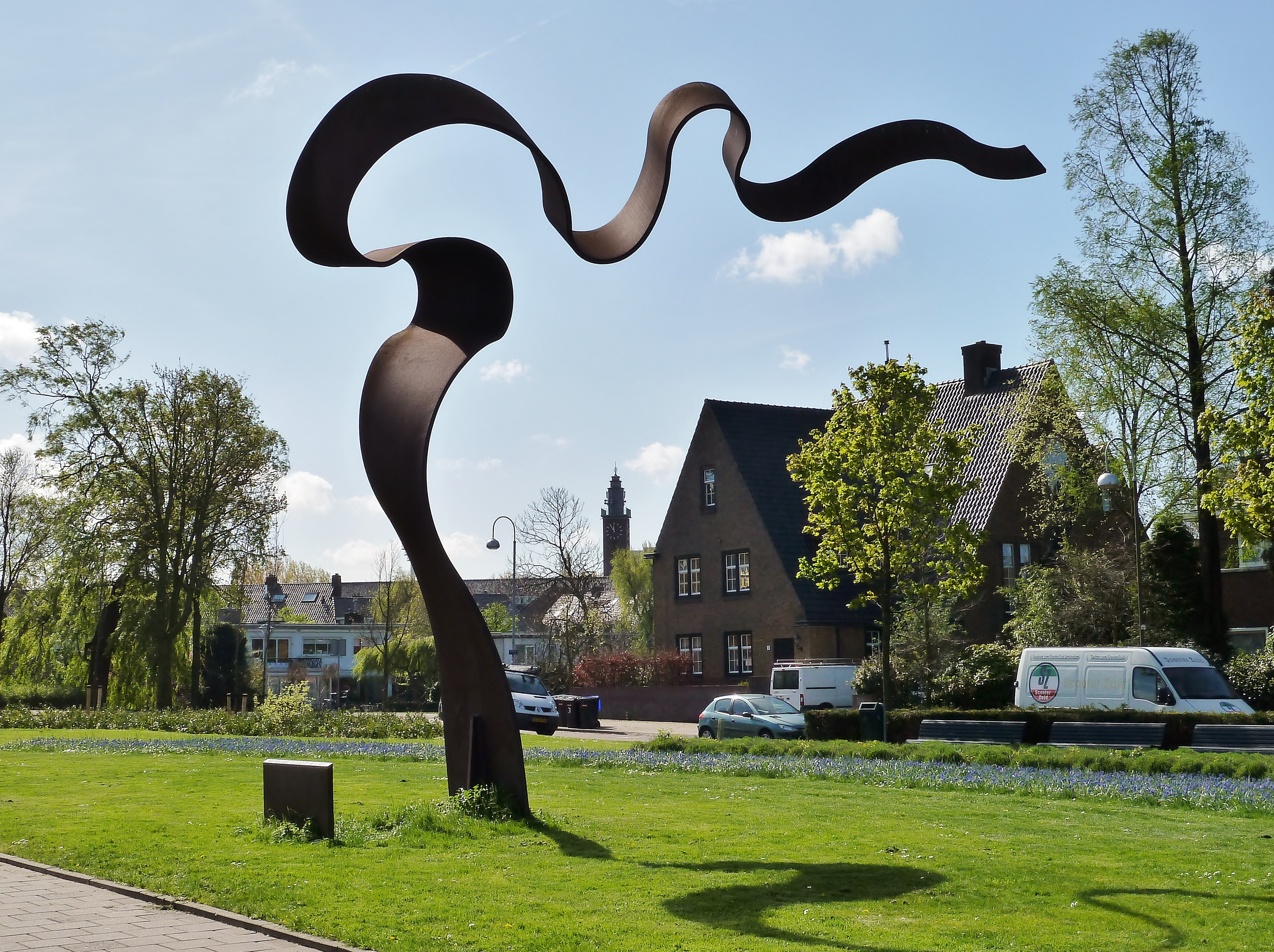
Amsterdam dankt zijn Canadezen
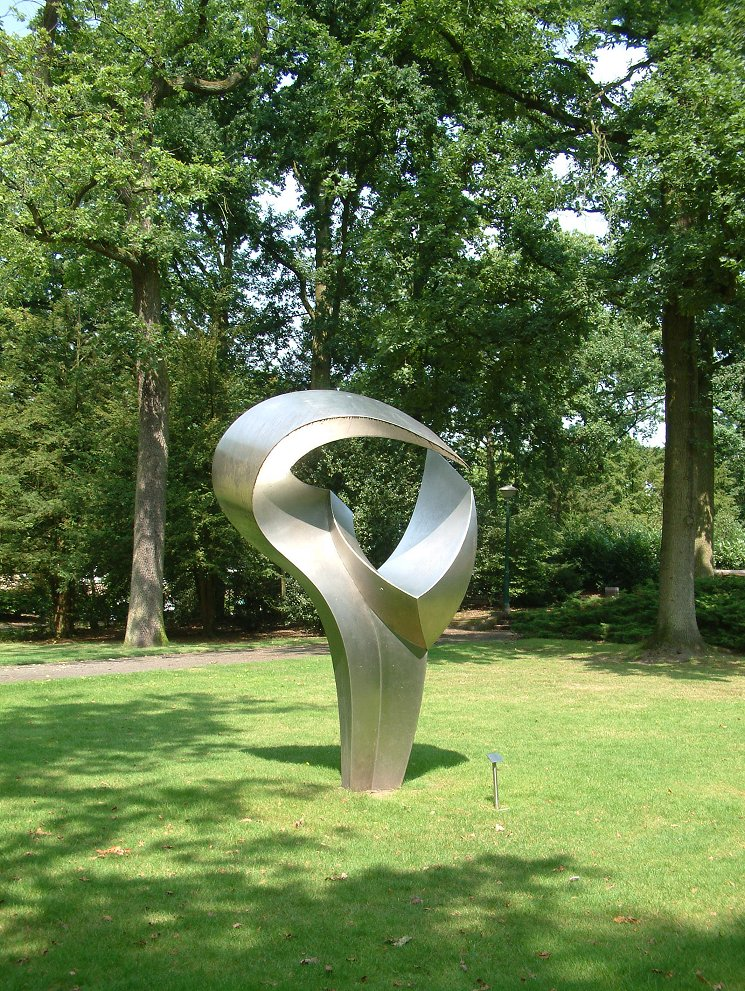
Ontmoeting, in het Stadswandelpark in Eindhoven
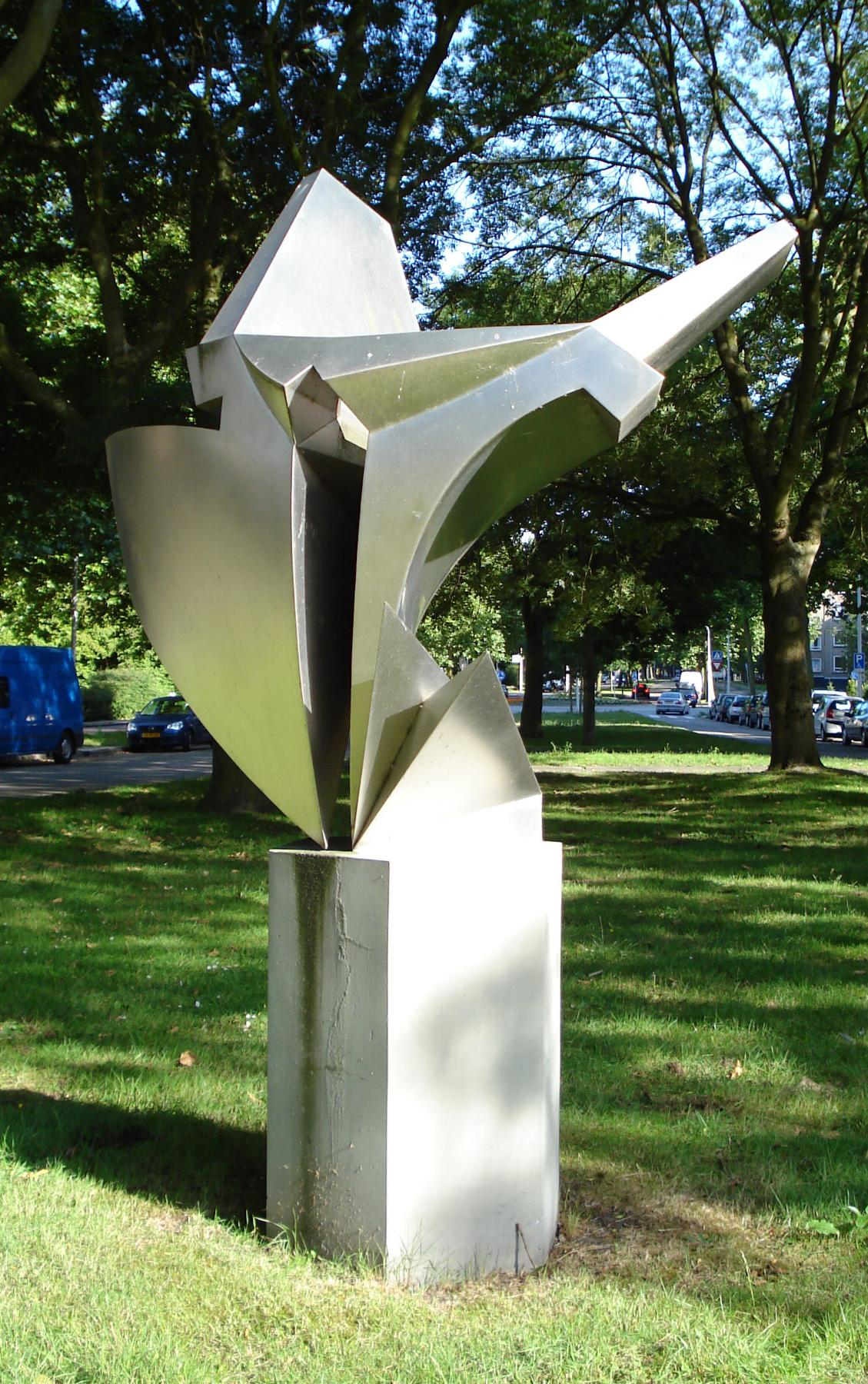
De klamper, Reigersbergenweg in Den Haag
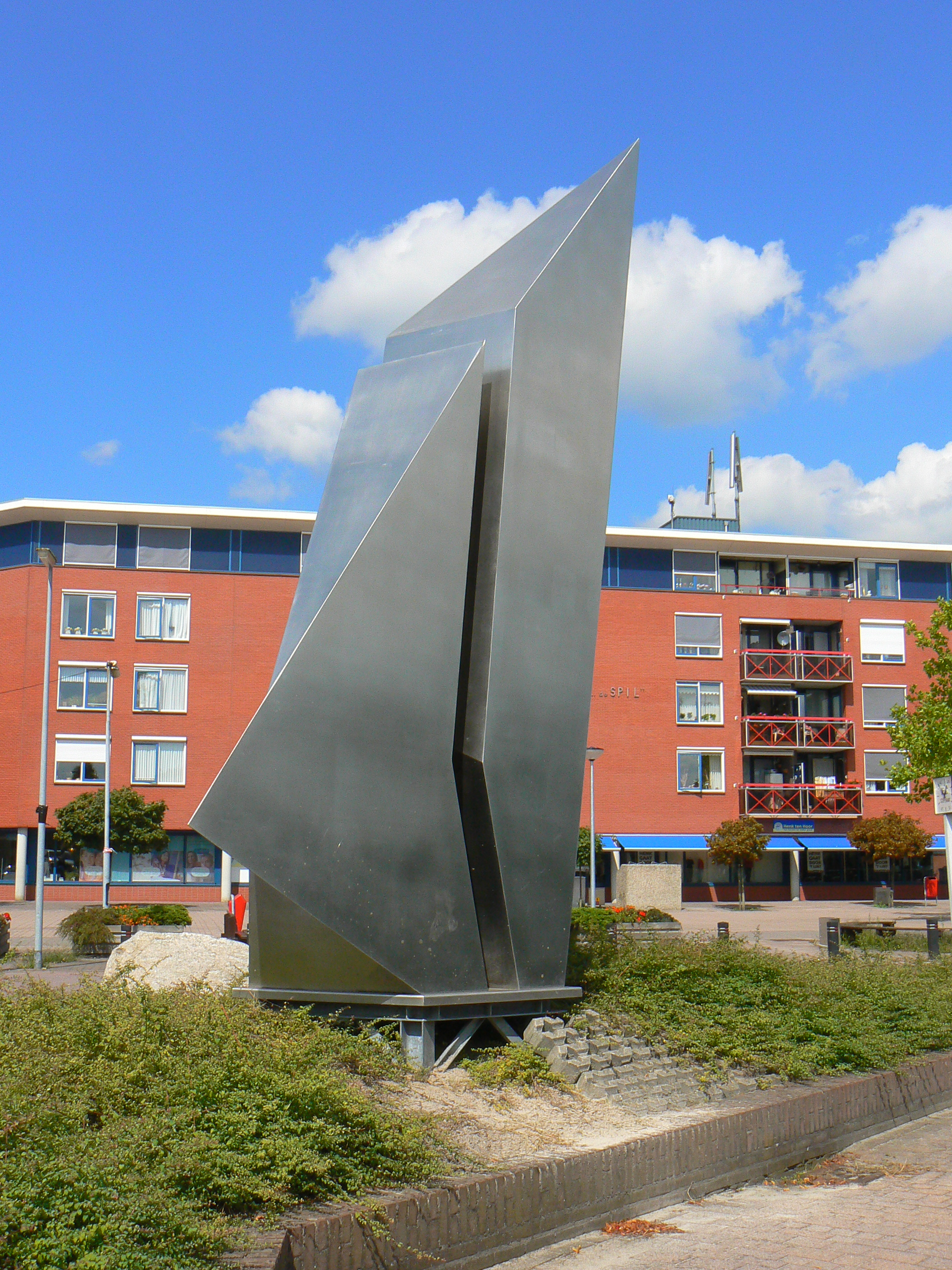
Signaal, Emmer-Compascuum
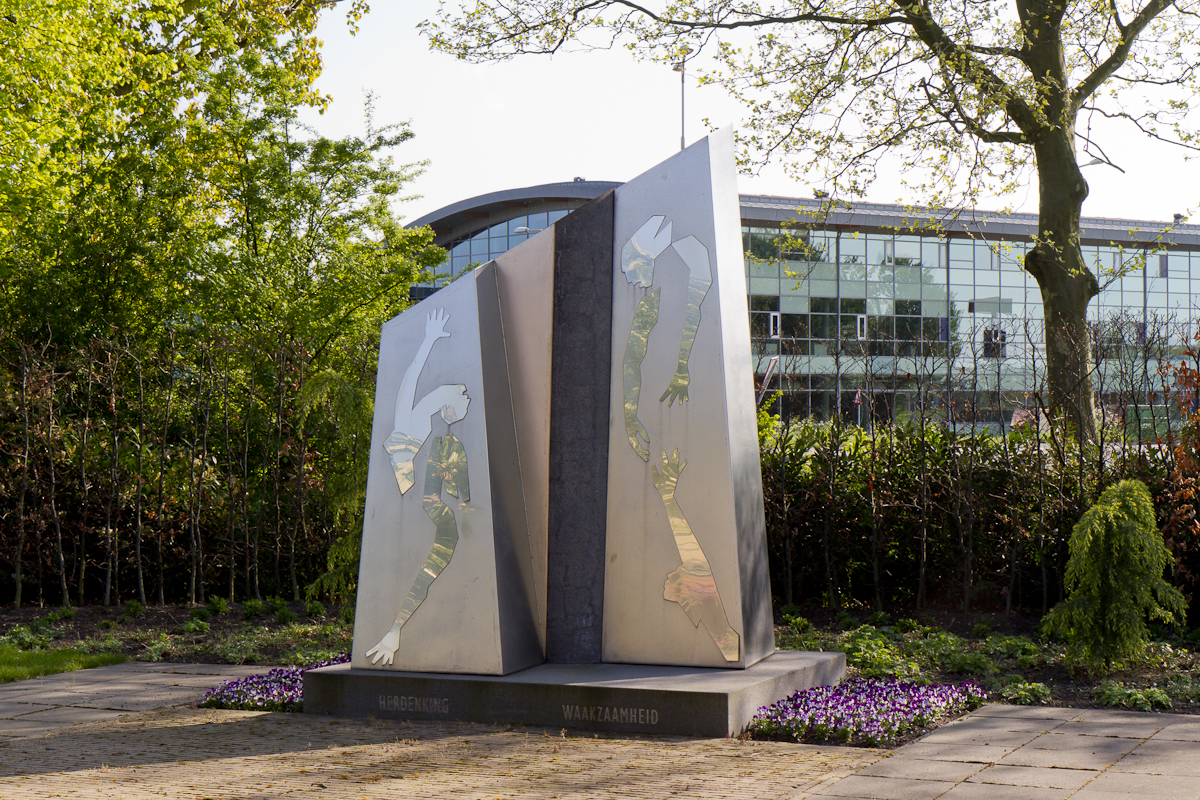
Herdenkingsmonument, De Lier